# Tryon
Tryon és una població dels Estats Units a l'estat de Carolina del Nord. Segons el cens del 2000 tenia 1.760 habitants.

## Demografia
Segons el cens del 2000, Tryon tenia 1.760 habitants, 869 habitatges i 452 famílies. La densitat de població era de 369,3 habitants per km².
Dels 869 habitatges en un 16,3% hi vivien nens de menys de 18 anys, en un 39,8% hi vivien parelles casades, en un 10,1% dones solteres, i en un 47,9% no eren unitats familiars. En el 44,8% dels habitatges hi vivien persones soles el 28,8% de les quals corresponia a persones de 65 anys o més que vivien soles. El nombre mitjà de persones vivint en cada habitatge era d'1,92 i el nombre mitjà de persones que vivien en cada família era de 2,66.
Per edats la població es repartia de la següent manera: un 16,7% tenia menys de 18 anys, un 4,2% entre 18 i 24, un 19,6% entre 25 i 44, un 21,8% de 45 a 60 i un 37,7% 65 anys o més.
L'edat mediana era de 52 anys. Per cada 100 dones de 18 o més anys hi havia 68,9 homes.
La renda mediana per habitatge era de 31.449$ i la renda mediana per família de 44.485 $. Els homes tenien una renda mediana de 35.956 $ mentre que les dones 23.333 $. La renda per capita de la població era de 21.347$. Entorn del 7,9% de les famílies i el 14,3% de la població estaven per davall del llindar de pobresa.

## Poblacions properes
El següent diagrama mostra les poblacions més properes.